# Héctor Ochoa Cárdenas

Héctor Ochoa Cárdenas (Medellin, 24 de julio de 1934) es un compositor y músico colombiano hijo de Eusebio Ochoa, quien fuera profesor de música y compositor de música andina colombiana y religiosa.

## Biografía
Las obras musicales de Héctor Ochoa, centradas principalmente en la exaltación del sentir popular emergente de una sincera y profunda inspiración impulsada por el amor a su tierra antioqueña, se han convertido en símbolos de la música colombiana del interior del país. 
De hecho, su obra-canción El Camino de la Vida fue declarada como la Canción Colombiana del siglo XX por la academia musical de esa nación en 1999. De esta pieza se han vendido varios millones de copias. Además, fue votada por todos los colombianos, como la canción más hermosa de Colombia.
Otra de sus composiciones, Muy Antioqueño, es considerada por muchos como la mejor canción del Maestro Ochoa, descriptora de la tierra y el alma paisa.
Héctor Ochoa dio sus primeros pasos musicales en varios radioteatros de Medellín, mientras ejercía una modesta carrera como empleado bancario. Su idoneidad en las labores corrientes de su trabajo lo llevaría luego, además de su actividad musical, a ocupar cargos directivos altos en la banca de su región. Fue durante 12 años (hasta 2006) director de “Antioquia le Canta a Colombia”, fundación cultural sin ánimo de lucro que propende por la preservación y divulgación de la música andina colombiana.

## Algunos títulos de sus composiciones
"El Camino de la Vida", “Tu lo Mejor de Todo”, “Muy Antioqueño”, “Pase lo que Pase”, “Una Serenata para Ti”, “El Amor no Acaba”, “Aprendiendo A Vivir” "Orgullosamente mujer" entre otras.

## Premios y condecoraciones
Debido a sus creaciones y a su asiduo trabajo en defensa de los derechos de los compositores e intérpretes, el maestro Héctor Ochoa ha recibido importantes distinciones y condecoraciones, entre otras: 
- El Escudo de Oro de Antioquia (Máxima Condecoración del Departamento de Antioquia).
- La Medalla Alcaldía de Medellín (Máxima Condecoración del Municipio de la localidad de Medellín, Antioquia).
- La Orden de la Democracia, otorgada por el Congreso de la República de Colombia.
- El Tiple de Oro, otorgado por la Fundación Garzón y Collazos.
- La Lira de Oro y la Medalla Santa Cecilia en Colombia.
- Distinción de la Sociedad de Autores y Compositores de Colombia SAYCO. Distinción del Concejo de las ciudades de Santa Fe de Antioquia e Ibagué (Colombia).
- Fue elegido también por la cadena radial “Múnera Eastman Radio”, de Medellín, como personaje del siglo XX en el área de la música en Antioquia. Toda la nación de Colombia es representada a nivel mundial por las obras de este magistral autor y compositor, Héctor Ochoa, ya que al interior de cada una de sus notas se expresan los rasgos más profundos de los pueblos paisas y de Colombia en general.
- El único colombiano nominado a la primera edición del Hall de la Fama de Compositores Latinos, Miami (U.S.A.), en 2012.
- El primer compositor colombiano en recibir el premio Hall de la Fama de Compositores Latinos, Miami (U.S.A.), en octubre de 2015.[1]